# Ab uno disce omnes

Ab uno disce omnes este o expresie în latină care apare în „Eneida” II, 65  de Vergilius, și care poate fi tradusă „După unul îi poți judeca pe toți” sau „după unul cunoaște-i pe toți”.

## Origine și semnificație
Vorbind despre grecii care s-au introdus în Troia prin faimosul vicleșug al calului de lemn, poetul subliniază perfidia grecului captiv Sinon, care i-a convins pe troieni să primească în cetate calul, obiectul pierzaniei lor, susținând că era o ofrandă adusă zeilor. Cu alte cuvinte: cum era acel om prefăcut, erau toți!
Devenite cu timpul o expresie curentă, vorbele lui Vergilius sunt folosie mai ales în sens nefavorabil. Referindu-se la un grup de oameni deopotrivă de neserioși, sau vicleni, sau cu alte trăsături negative, puterm spune: „Ab uno disce omnes”.

## Legături externe
- „Ab uno disce omnes” la citate celebre cogito.ro, accesat pe 9 mai 2015